# 40ポンドアームストロング砲
40ポンドアームストロング砲（the Armstrong RBL 40 pounder gun）は、ウィリアム・アームストロングによる革新的で新しい中量級後装砲。薩英戦争でイギリス軍が使用した。RBLはRifled Breech Loading（施条後装砲）の略。

## 設計

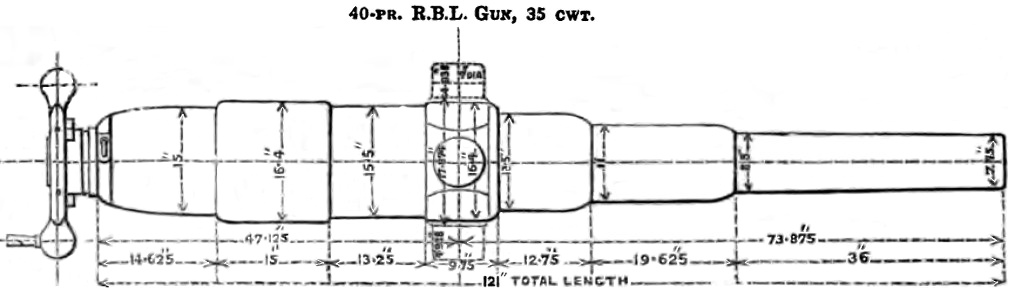
35 cwt 砲身寸法

近代的な大砲の尾栓には、ねじで固定する螺旋式（主に薬嚢式の大型砲で採用）と、砲身に直角方向に栓を貫通させる鎖栓式（主に薬莢式の小型砲で採用）があるが、初期のアームストロングはこれらを併用した形式であった。すなわち、vent pieceと呼ばれる点火口（vent）のついた一種の垂直式鎖栓を、螺旋部で抑え込むことにより発射ガス圧に対抗するようになっていた（螺式中空尾栓）。螺旋部自体は砲弾を装填できるように中央部が中空となっており、閉鎖機能は持っていない。この方式はアームストロング12ポンド野砲に採用され成功を収めていた。
砲弾を装填するさいには、垂直式vent pieceを一旦持ち上げて取り外す必要があるが、この方式で砲を大型化するとvent pieceの重量も増え、人力での取り扱いは困難なる。アームストロングは、この機構は大型の砲には不適と考えていたが、イギリス政府はこれを大型砲にも採用するようもとめた。
最初のモデルは32 cwtであり、続いて尾栓を大型化・強化した35 cwtモデルが作成された。

### 派生型
1864年には、垂直型vent pieceではなく、重量増という弱点を補う形式として水平開閉型の鎖栓式尾栓を用いた32 cwtが採用された。このモデルは1877年に退役した。
1880年からは少数の35 cwt砲が、砲耳リング（上図砲身中央部分の砲を支持するリング）を左方向へ回転することにより、vent pieceを水平に右側へ開くことができるように改造された。これらは横型閉鎖式と呼ばれた。これらが現代の鎖栓式の砲と異なるのは、いまだに尾栓後部の螺旋部分を締めることによって鎖栓を固定する必要があったという点である。

## 海軍での運用

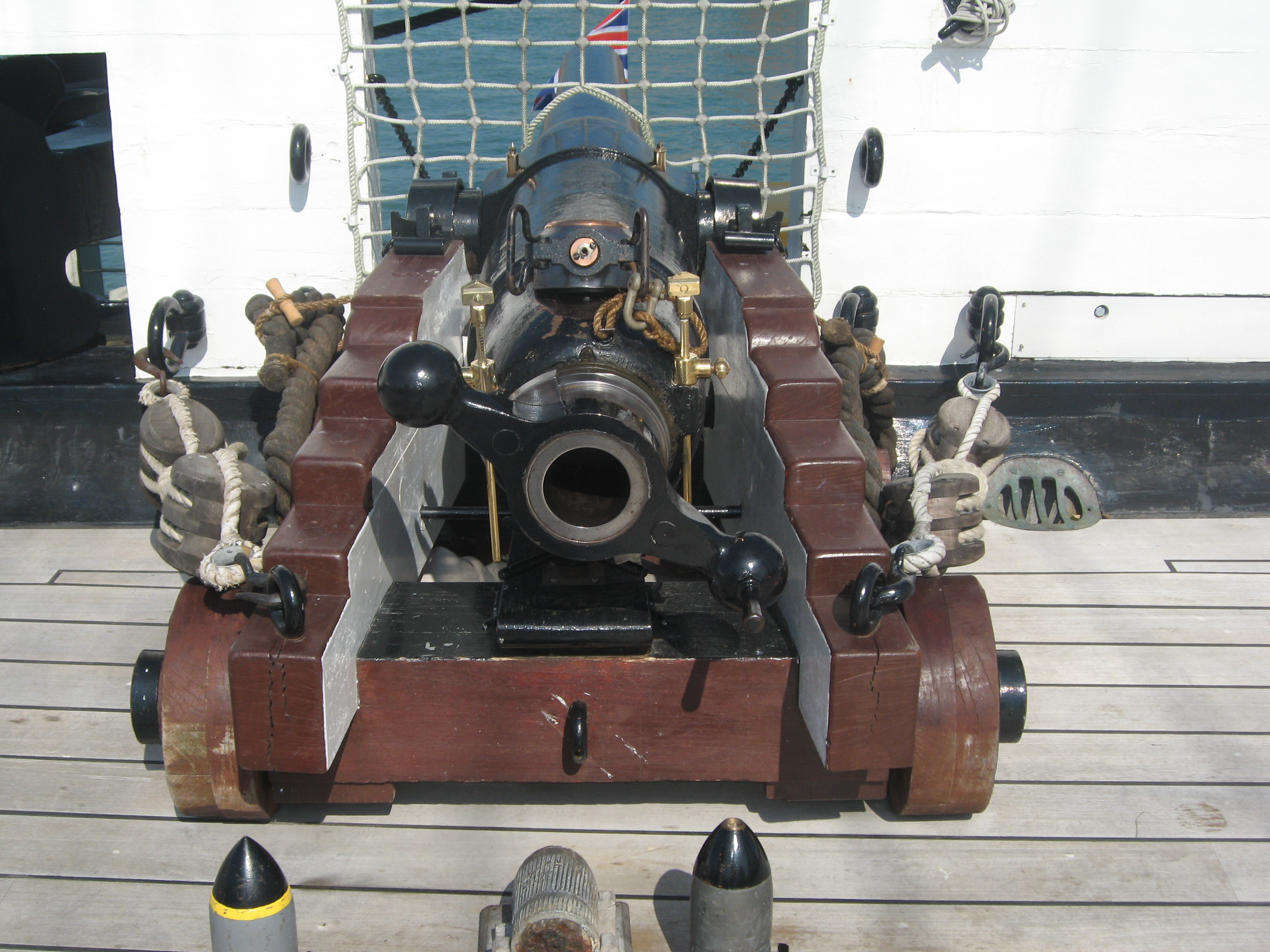
HMSウォーリアの舷側砲に使用された35 cwt 40ポンドアームストロング砲。手前の螺式尾栓を回してゆるめ、上に見える取っ手の付いたvent pieceを取り外し、螺式尾栓を通して砲弾を装填する。

1859年に、舷側砲および旋回砲として海軍での採用が推奨された。1863年8月の薩英戦争に参加した旗艦ユーライアラスの士官は、砲の性能を以下のように述べている：
| 「                                 | 我々は40ポンド砲が極めて良好に動作することを確認した。初戦の場所である鹿児島の町に対し、どこであろうとも我々が望むならば3,800ヤード（約3,474m）の距離から柱状信管を用いた通常弾を撃ち込むことができた。3個の鋼製vent pieceが壊れたが、直ちに予備に交換でき、負傷者もいなかった。これらの砲の操作は非常に容易かつ正確であり、訓練も非常に単純なものだった。 | 」 |
| —1864年4月25日「タイムズ紙」の記事 | |    |

## 陸上での使用

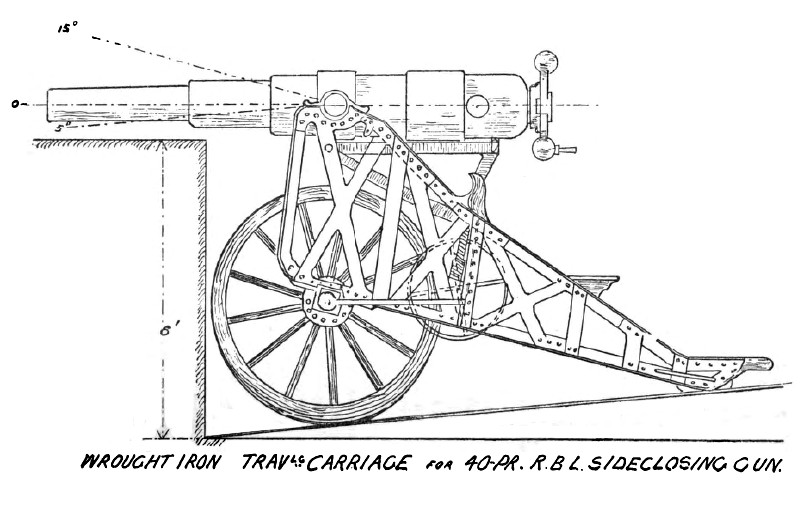
胸壁ごしの砲撃のため配置についた、要塞用移動台車上の40ポンド砲、側面図

通常この砲は、可動式の砲として要塞内部で使用するため、背の高い「要塞用移動台車」（堤砲車）に搭載され、胸壁の上から砲撃した。

### ビクトリア植民地での使用
オーストラリアのビクトリア植民地は、1865年8月に6門の35 cwt砲を受領した。これらは当初、移動式の沿岸要塞砲として使用され、後に野砲に転用された。これらの砲のうち3門の現存が知られている。

### タスマニア植民地での使用
1877年にイギリス軍が撤退した後のオーストラリア植民地の防衛のため、タスマニアのローンセストン志願砲兵隊は、鉄製の移動台車と車輪を装備した本砲の後期型を2門受け取っており、少なくとも1902年まで現役にあった。

## 現存する実物
- A gun made by Royal Gun Factory in 1865、ジャージー代官管轄区エリザベス城（Elizabeth Castle）
- No. 272（レストア）、Hastings-Western Port Historical Society Museum、オーストラリア・ビクトリア州
- No. 271（レストア）、クイーンスクリッフ要塞（Fort Queenscliff）、オーストラリア・ビクトリア州
- No. 268（非レストア）、Como Park, ビクトリア州サウス・ヤラ（South Yarra）
- A gun at Fort Henry, Canada
- 水平鎖栓尾栓式40ポンド砲、王立武器博物館（Royal Armouries）、フォート・ネルソン（Fort Nelson, Portsmouth）
- HMSウォーリア、ポーツマス